# Guatteria myriocarpa
Guatteria myriocarpa är en kirimojaväxtart som beskrevs av Robert Elias Fries. Guatteria myriocarpa ingår i släktet Guatteria och familjen kirimojaväxter. Inga underarter finns listade i Catalogue of Life.